# Evgeny Morozov
Evgeny Morozov (em russo: Евгений Морозов; em bielorrusso: Яўгені Марозаў; Soligorsk, 1984) é um pesquisador e escritor bielorrusso, estudioso das implicações políticas e sociais do progresso tecnológico e digital. É colaborador da revista The New Republic e escreve regularmente para The New York Times, The Economist, The Wall Street Journal, Financial Times, London Review of Books, Times Literary Supplement e outros veículos. Seus artigos são republicados por vários jornais internacionais como El Pais, Corriere della Sera, Frankfurter Allgemeine Zeitung e Folha de S. Paulo.
Morozov é conhecido por sua posição cética em relação ao potencial democratizante, emancipatório ou antitotalitário da Internet. Contrapõe-se, portanto, ao otimismo triunfalista que caracterizou o ciberativismo até o início dos anos 2000.

## Vida e carreira

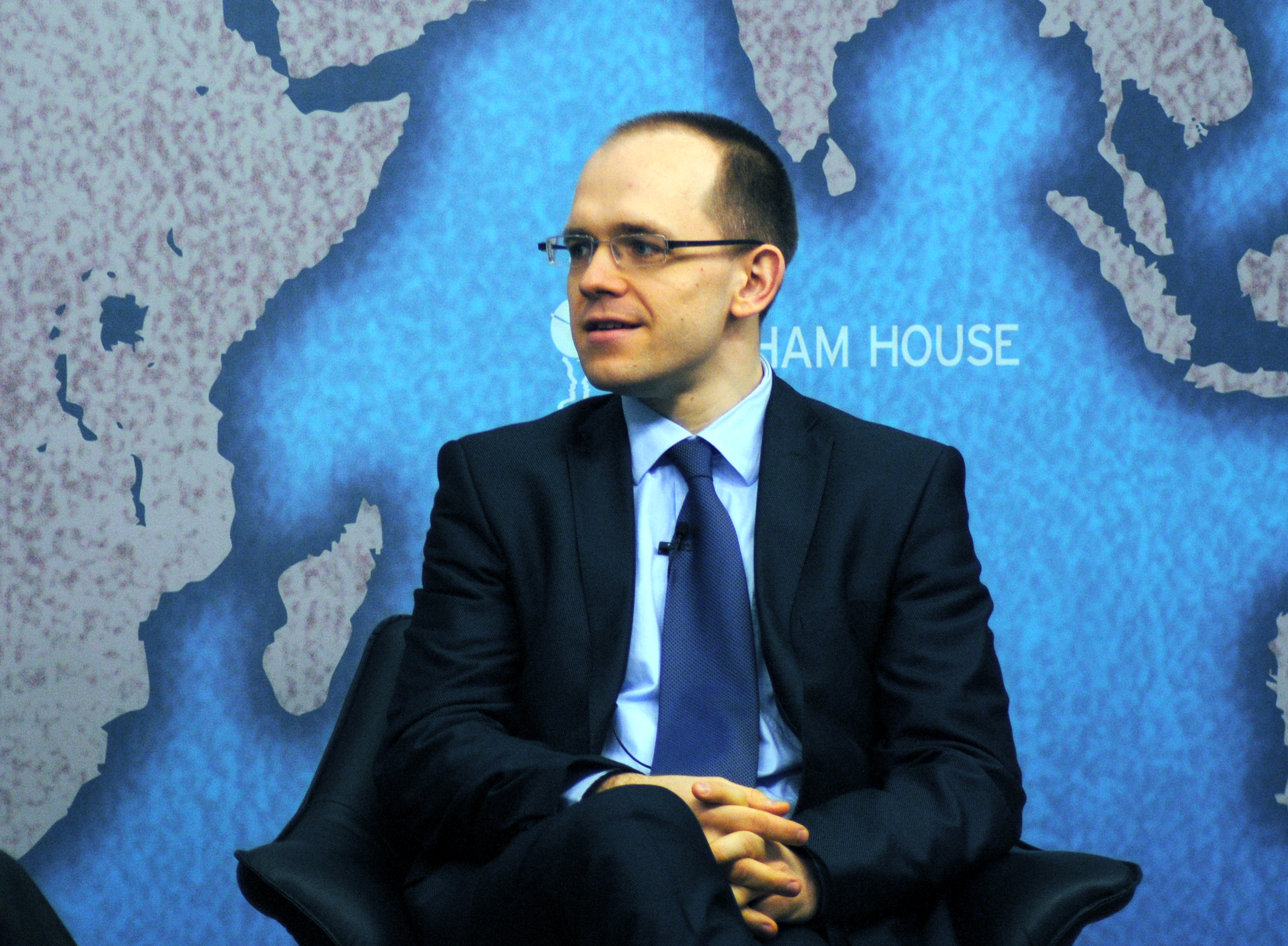
Evgeny Morozov durante o colóquio
The Limits of Technology in an Imperfect World (2013)
da Chatham House.

Morozov nasceu em 1984, em Soligorsk, Bielorrússia. Ele estudou na Universidade Americana na Bulgária e mais tarde viveu em Berlim antes de se mudar para os Estados Unidos.
Morozov foi professor visitante na Universidade de Stanford, bolsista na New America Foundation, e editor contribuinte e blogueiro da revista Foreign Policy, para a qual escreveu o blog Liquid Effect. Ele foi anteriormente um companheiro Yahoo! na Walsh School of Foreign Service, membro do Open Society Institute, diretor de novas mídias da ONG Transitions Online da Universidade de Georgetown, e colunista do jornal russo Akzia. Em 2009, ele foi escolhido como palestrante do TED, onde falou sobre como a Web influencia o engajamento cívico e estabilidade em regimes autoritários, sociedades fechadas ou em países "em transição".

## Pensamento
Morozov expressa ceticismo sobre a visão popular de que a Internet está ajudando a democratizar os regimes autoritários, argumentando que ela também poderia ser uma ferramenta poderosa para o exercício de vigilância em massa, repressão política, e disseminação de propaganda nacionalista e extremista. Ele também criticou o que ele chama de "Agenda de Liberdade na Internet" do governo dos EUA, achando-a ingênua e até mesmo contraproducente para o próprio objetivo de promover a democracia através da Web.[carece de fontes?]

### The Net Delusion: The Dark Side of Internet Freedom
Em janeiro de 2011, Morozov publicou seu primeiro livro, The Net Delusion: The Dark Side of Internet Freedom (ISBN 978-1586488741). Além de explorar o impacto da Internet sobre Estados autoritários, o livro investiga as origens intelectuais do crescente entusiasmo sobre o potencial libertador da Internet e associa-o ao triunfalismo que se seguiu ao fim da Guerra Fria. Morozov também argumenta contra as ideias do que ele chama de ciberutopia (a incapacidade de ver o lado "escuro" da Internet, ou seja, os recursos para o controle da informação e manipulação de espaço de novas mídias) e internetcentrismo (a crescente propensão para ver toda mudança política e social através do prisma da Internet).

### To Save Everything, Click Here: The Folly of Technological Solutionism
Em março de 2013, Morozov publicou um segundo livro, To Save Everything, Click Here: The Folly of Technological Solutionism (ISBN 1610391381). Morozov critica o que ele chama de "solucionismo da tecnologia," a ideia de que, como Tim Wu afirmou, "um pouco de pó mágico pode resolver qualquer problema", mas Wu, cujo próprio trabalho é severamente criticado por Morozov, rejeita o livro de Morozov como "repleto de tal intimidação e ataques injustos que parecem principalmente concebidos para construir uma marca especial de trollagem de Morozov ", e "uma oportunidade perdida" para discutir as questões. Morozov acredita que a tecnologia deve ser debatida ao lado de debates sobre política, economia, história e cultura.
Sobre os libertários da Internet, disse Morozov à revista The New Yorker: "Eles querem ser 'abertos', eles querem ser 'disruptivos', eles querem 'inovar'. A agenda aberta é, em muitos aspectos, o oposto de igualdade e justiça. Eles acham que qualquer coisa que ajuda você a ignorar as instituições é, por padrão, empoderadora ou libertadora. Você pode não ser capaz de pagar por assistência médica ou seu seguro, mas se você tiver um aplicativo no seu celular que alerta para o fato de que você precisa exercitar mais, ou que você não está comendo de forma saudável o suficiente, eles acham que estão resolvendo o problema.[carece de fontes?]

## The Syllabus
Em setembro de 2019, Morozov fundou o The Syllabus.
Trabalhando com a ideia de que “O bom conteúdo já está aqui; ele apenas não é distribuído uniformemente”, o Syllabus monitora milhares de canais de vídeo, podcasts, revistas, jornais, periódicos acadêmicos e outros repositórios digitais.
Em seguida, machine learning agrega conteúdo com base em uma pontuação, que um algoritmo atribui automaticamente a cada item. Dessa forma, ele coleta, analisa e classifica informações relevantes.
O Syllabus publica uma newsletter semanal e recomendações personalizadas para seus assinantes. Em seguida, torna as peças indexadas anteriormente disponíveis para assinantes em arquivo.

## Publicações selecionadas
- Morozov, Evgeny (2022). Freedom as a Service: The New Digital Feudalism and the Future of the City. New York: Farrar, Straus and Giroux. ISBN 978-0374280284
- Morozov, Evgeny (2013). To Save Everything, Click Here: the Folly of Technological Solutionism. New York: PublicAffairs. ISBN 978-1-61039-138-2
- Morozov, Evgeny (2013). «Only disconnect : two cheers for boredom». A Critic at Large. The New Yorker. 89 (34): 33–37
- Morozov, Evgeny (2011). The Net Delusion: the Dark Side of Internet Freedom. New York, USA: PublicAffairs. ISBN 978-1-58648-874-1

### Em português
- Bria, Francesca; Morozov, Evgeny (2020). A cidade inteligente: Tecnologias urbanas e democracia. São Paulo: Ubu Editora. ISBN 978-85-7126-058-0
- Morozov, Evgeny (2018). Big Tech: a ascensão dos dados e a morte da política. São Paulo: Ubu Editora. ISBN 978-85-7126-005-4